# Liste des épisodes d'Ally McBeal
 (juin 2020).
Motif : Les titres français doivent être mis en italique

Cette page présente la liste des épisodes de la série télévisée Ally McBeal.

## Première saison (1997-1998)
1. La Main aux fesses (Pilot)
2. Situations compromettantes (Compromising Positions)
3. Le Baiser (The Kiss)
4. La Trahison (The Affair)
5. Le Procès (One Hundred Tears Away)
6. La Promesse (The Promise)
7. Changement d'attitude (The Attitude)
8. L'Étoile du bonheur (Drawing the Lines)
9. Une histoire cochonne (The Dirty Joke)
10. Le Combat (Boy to the World)
11. Mariage à trois (Silver Bells)
12. Baby blues (Cro-Magnon)
13. Le Pingouin (The Blame Game)
14. Dites-le avec le sourire (Body Language)
15. La Fièvre du lundi soir (Once in a Lifetime)
16. Le Fruit défendu (Forbidden Fruits)
17. Les Nerfs à vif (Theme of Life)
18. Vent de folie (The Playing Field)
19. Surprise, surprise (Happy Birthday Baby)
20. Branle-bas de combat (The Inmates)
→ 1re partie cross-over avec The Practice : Bobby Donnell et Associés
21. Les Cloches (Being There)
22. Désespérément seuls (Alone Again)
23. Un cœur trop grand (These Are the Days)

## Deuxième saison (1998-1999)
1. Rêve ou réalité (The Real World)
2. Honni soit qui mal y pense (They Eat Horses, Don't They?)
3. Des saints et des seins (Fools Night Out)
4. C'est ma fête ! (It's My Party)
5. Amour et châtiment (Story of Love)
6. Péché d'amour (World's Without Love)
7. Montrez-moi vos dents (Happy Trails)
8. Sans les mains (Just Looking)
9. On ne sait jamais (You Never Can Tell)
10. La Licorne (Making Spirits Bright)
11. La Vie rêvée (In Dreams)
12. Ne pas dépasser la dose prescrite (Love Unlimited)
13. Les Deux Anges (Angels and Blimps)
14. Retour de flammes (Pyramids on the Nile)
15. La jalousie est aveugle (Sideshow)
16. Sexe, mensonge et politique (Sex, Lies and Politics)
17. Guerre civile (Civil War)
18. Main dans la main (Those Lips, That Hand)
19. Si on dansait ? (Let's Dance)
20. Une journée à la plage (Only the Lonely)
21. L'Accompagnateur (The Green Monster)
22. Illusions perdues (Love's Illusions)
23. Je le connais par cœur (I Know Him by Heart)

## Troisième saison (1999-2000)
1. Lavage automatique (Car Wash)
2. Chacun ses fantasmes (Buried Pleasures)
3. La Vie en rose (Seeing Green)
4. Vague de chaleur (Heat Wave)
5. Eaux troubles (Troubled Water)
6. Changement (Changes)
7. Sauvez le père Noël (Saving Santa)
8. Le Cadeau (Blue Christmas)
9. Les Accompagnatrices (Out in the Cold)
10. Une fille facile (Just Friends)
11. Que sont devenus nos rêves ? (Over the Rainbow)
12. Le Rire qui tue (In Search of Pygmies)
13. Préjugés (Pursuit of Loneliness)
14. À chacun son image (The Oddball Parade)
15. Cherchez la femme (Prime Suspect)
16. Pour la vie (Boy Next Door)
17. I Will Survive (I Will Survive)
18. Trente ans... (Turning Thirty)
19. Cybersex (Do You Wanna Dance?)
20. Rêves de gloire (Hope and Glory)
21. Une comédie presque musicale (Ally McBeal : The Musical, Almost)

## Quatrième saison (2000-2001)
1. Sexe, mensonges et réflexions (Sex, Lies and Second Thoughts)
2. Où sont les hommes ? (Girls' Night Out)
3. Deux, sinon rien (Two's a Crowd)
4. Diffamation (Without a Net)
5. La Dernière Vierge (The Last Virgin)
6. L'Esprit de Noël ('Tis the Season)
7. Tel est pris (Love on Holiday)
8. La Rivale (The Man with the Bag)
9. Les Hasards de l'amour (Reasons to Believe)
10. Ex-Files (The Ex-Files)
11. Monsieur Bo (Mr Bo)
12. Je reviendrai (Hats Off to Larry)
13. Quand Ally attend Larry (Reach Out and Touch)
14. Thérapie (Boys Town)
15. La Fibre paternelle (Falling Up)
16. La Grande Évasion (The Getaway)
17. Du rire aux larmes (The Pursuit of Unhappiness)
18. L'Amour en modèle réduit (The Obstacle Course)
19. À la recherche de Barry White (In Search of Barry White)
20. Le Nez de la discorde (Cloudy Skies, Chance of Parade)
21. La Reine (Queen Bee)
22. Une nouvelle rupture (Home Again)
23. On tourne la page (The Wedding)

## Cinquième saison (2001-2002)
1. Relations platoniques (Friends and Lovers)
2. Le Juge Ling (Judge Ling)
3. Qui veut perdre des millions ? (Neutral Corners)
4. Le Macho (Fear of Flirting)
5. Trop jeune pour toi (I Want Love)
6. Tu veux ou tu veux pas ? (Lost and Found)
7. Crise de foi (Nine One One)
8. L'Entremetteuse (Playing with Matches)
9. Plaisirs défendus (Blowin' in the Wind)
10. L'Envol (One Hundred Tears)
11. Maman Ally (A Kick in the Head)
12. Une nouvelle ère (The New Day)
13. La Croqueuse d'homme (Woman)
14. Le Test (Homecoming)
15. Un cœur pour deux (Heart and Soul)
16. Être une femme - partie 1 (Love is All Around)
17. Être une femme - partie 2 (Love is All Around)
18. Bigamie (Tom Dooley)
19. Larry à tout prix (Another One Bites the Dust)
20. Tel père, tel fils (What I'll Never Do for Love Again)
21. Moi contre moi (All of Me)
22. Je vous aime (Bygones)